# ماورو موريتي
ماورو موريتي (بالإيطالية: Mauro Moretti)‏ هو مهندس وسياسي إيطالي، ولد في 29 أكتوبر 1953 في ريميني في إيطاليا. انتخب عمدة.